# Názov Stavby
Názov Stavby je slovenská hiphopová skupina, která působila hlavně v Bratislavě, přesněji v Petržalce a v Ružinově. Její počátky se datují někdy k roku 1996, kdy se potkávají mladé skupiny - Drvivá Menšina a L.U.Z.A.. Po několika nahraných skladbách dochází k založení skupiny Názov Stavby.
Skupina v roce 2000 vydala první společný vinyl NÁZOV STAVBY ep  pod labelem R.O.B.O.VA Lenivá Produkcia (někdy též uváděn label SubBeats / Boom Bap records). Vinyl obsahuje skladby ještě rozdělené na samostatné produkce obou skupin - na straně A jsou skladby skupiny L.U.Z.A. a straně B jsou skladby skupiny Drvivá Menšina. Vinylů bylo vytvořeno pouze 100 kusů.
V roce 2000 byl rovněž pořízen záznam z koncertu skupiny nazvaný Koncert v Dune.
V roce 2001 (někdy též uváděn rok 2000) pak skupina vydala album (demo CD) LúzaDrviváMenšina LP, které rozšiřuje vinyl NÁZOV STAVBY ep o další skladby.
V roce 2003 pak pod MadDrum records vyšlo studiové album Reč Naša, která obsahuje například píseň Šťáťanutí. 
Skupina během svého fungování koncertovala v Česku a na Slovensku a navázala spolupráci s dalšími známými rapery - např. Rytmus (rapper) a polský raper Fu (rapper). 
Skupina plánovala vydat v roce 2013 album I Love Party Production. Album však vydáno nebylo a skupiny zveřejnila z plánovaného alba pouze jednu skladbu, Posledný Výstrel.

## Hudební styl
Skladby skupiny lze často zařadit do kategorie politického rapu, který vyjadřuje nedůvěru v aktuální politický systém. Viz například skladba Slovenská začínající textem "Verejnosť si začína uvedomovať, že nastalo čosi, načo sa nedá nereagovať" a končící úryvky nahrávek z různých prohlášení v roce 1989, např.:
- "Doterajšie spôsoby riešenia problémov zlyhávajú." [21]
- "A všetci vidíme, k čomu nás to doviedlo." [22]
- "Sme presvedčení, že násilie nie je východiskom zo súčasnej krízovej situácie, v ktorej sa ocitla naša spoločnosť." [23]
- "Sme presvedčení, že z tohto stavu sa nedostaneme bez aktivity nás všetkých." [21].
- "Chybné hodnotenie vzniknutej situácie vedie napokon k násiliu na uliciach." [21].

## Členové skupiny
- Drvivá Menšina - DNA (raper), Šegi100, Bacil (rapper)
- L.U.Z.A. - Čistychov, Slipo, DJ Hajtkovič

## Diskografie

### Samostatné singly
- 2013: Názov Stavby - Posledný Výstrel [19]. Skladba z připravovaného (ale nevydaného) alba I Love Party Production.
- 2004: Fu - Zyje jak chce (Žijem jak chcem) feat Názov Stavby [24]. Skladba z alba Wrodzony Instynkt rappera Fu (rapper).

### Názov Stavby - Reč Naša (2003)
1. Na úvod reči
2. 2002
3. Rodina
4. Stavam sa za…
5. Medzi rečou I.
6. Pozri sa jak ten čas letí
7. Podzemie
8. Medzi rečou II.
9. Štát ťa núti
10. 1↑1↓
11. Pri tom istom stole
12. Medzi rečou III.
13. Každá hľadá svoje miesta
14. 3 mená 4 písmená
15. Neprovokuj!
16. To dovoľ
17. …a na koniec reči

### LP LuzaDrviváMenšina (2001)
1. INTR.O.B.O.
2. Názov Stavby - Názov Stavby
3. Drvivá Menšina - V labyrintoch…
4. Lúza - Ou ou
5. 2D - A čo vy?
6. Drvivá Menšina - 1Dom a 3rozličné domy
7. Lúza - Priamo z 5ržalky
8. Drvivá Menšina - Odlišné spôsoby žitia
9. Lúza - Slovenská
10. Názov Stavby - Cesta cez…
11. 2D - Povedal mi on
12. OUTR.O.B.O.

### NÁZOV STAVBY ep (2000)
Strana A (L.U.Z.A.)
1. Priamo z 5ržalky
2. Priamo z 5ržalky / Slovenská (inšt.)
3. Priamo z 5ržalky (akapela)
4. Slovenská

Strana B (Drvivá Menšina)
1. 1dom a 3rozličné domy
2. 1dom a 3rozličné domy / Odlišné ... (inšt.)
3. 1dom a 3rozličné domy (akapela)
4. Odlišné spôsoby žitia

### Koncert v Dune (2000)
1. Priamo z Petržalky
2. Mephystro
3. Odlišné spôsoby žitia
4. Vlak života
5. Strašná chuť vášne
6. Co vlastne človek chce...
7. Názov Stavby
8. Cesta cez
9. Reakcia mikrofónu (feat. Rytmus)
10. Outro